# Santa Isabel (Santa Fé)
Santa Isabel é uma comuna da Argentina localizada no departamento de General López,  província de Santa Fé.